# Emma Justine Farnsworthová
Emma Justine Farnsworthová (nepřechýleně Farnsworth; 16. října 1860 New York – 23. ledna 1952 Albany) byla americká fotografka z Albany v New Yorku známá svými malebnými fotogravurami a scénami ilustrujícími dětskou literaturu.

## Životopis
Farnsworthová se narodila v New Yorku a byla dcerou generála občanské války Jonathana Gosmana Farnswortha a Sary Visscher Gourlay.
Farnsworthová studovala výtvarné umění. Poté, co v roce 1890 získala jako dárek svůj první fotoaparát, se začala během několika měsíců vážně věnovat fotografii. Jako členka spolku The Camera Club v New Yorku, byly její fotografie v roce 1892 publikovány v knize In Arcadia, což byla kniha figurálních studií doprovázená klasickým veršem, publikovaná jiným členem spolku, Georgem M. Allenem. Její fotografie byly vystaveny na světové kolumbijské výstavě (1893). Před koncem této dekády získala téměř 30 medailí na různých výstavách na světě a její práce se objevovaly často ve známých časopisech Camera Notes, v časopise Camera Club v New Yorku, vydávaných především Alfredem Stieglitzem. Její fotografie byly také vystaveny na Světové výstavě v Paříži v roce 1900. Specializovala se na žánrové a figurální studie, zejména na děti a zvířata. Farnsworthová vystavovala v mezinárodním měřítku a její fotografie byly součástí výstavy American Women Photographers, kterou organizovala Frances Benjamin Johnstonová, jako součást Světové výstavy v Paříži roku 1900.
Emma Justine Farnsworthová zemřela v Albany v New Yorku 23. ledna 1952 ve svých 91 letech.
Moje práce je obecně pod širým nebem, občas musím ujít kilometry kvůli správnému pozadí, větru, denní době a slunci – to vše je třeba zvážit – a zvolit správný model.

## Galerie

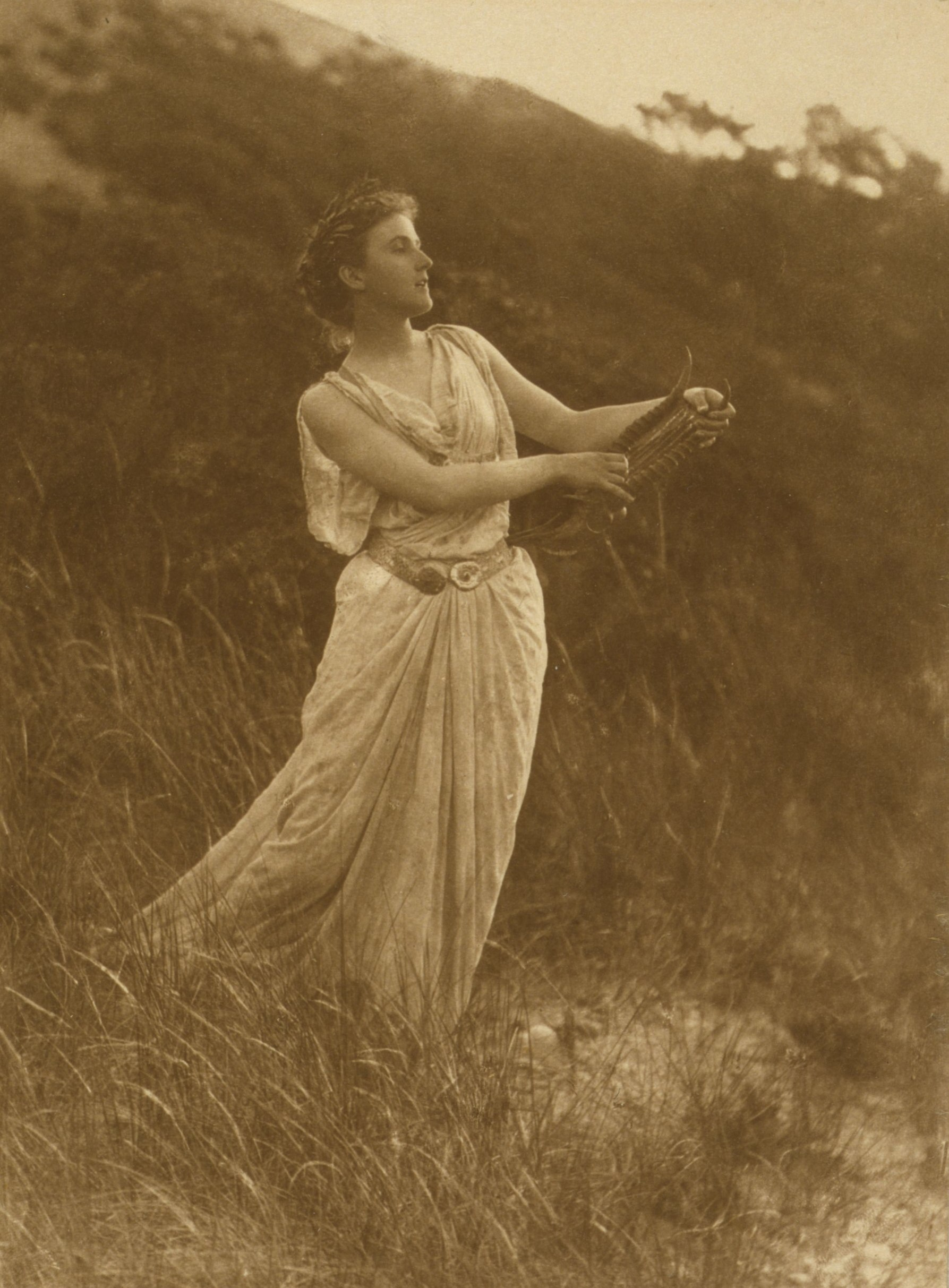
Pro řeckou dívku
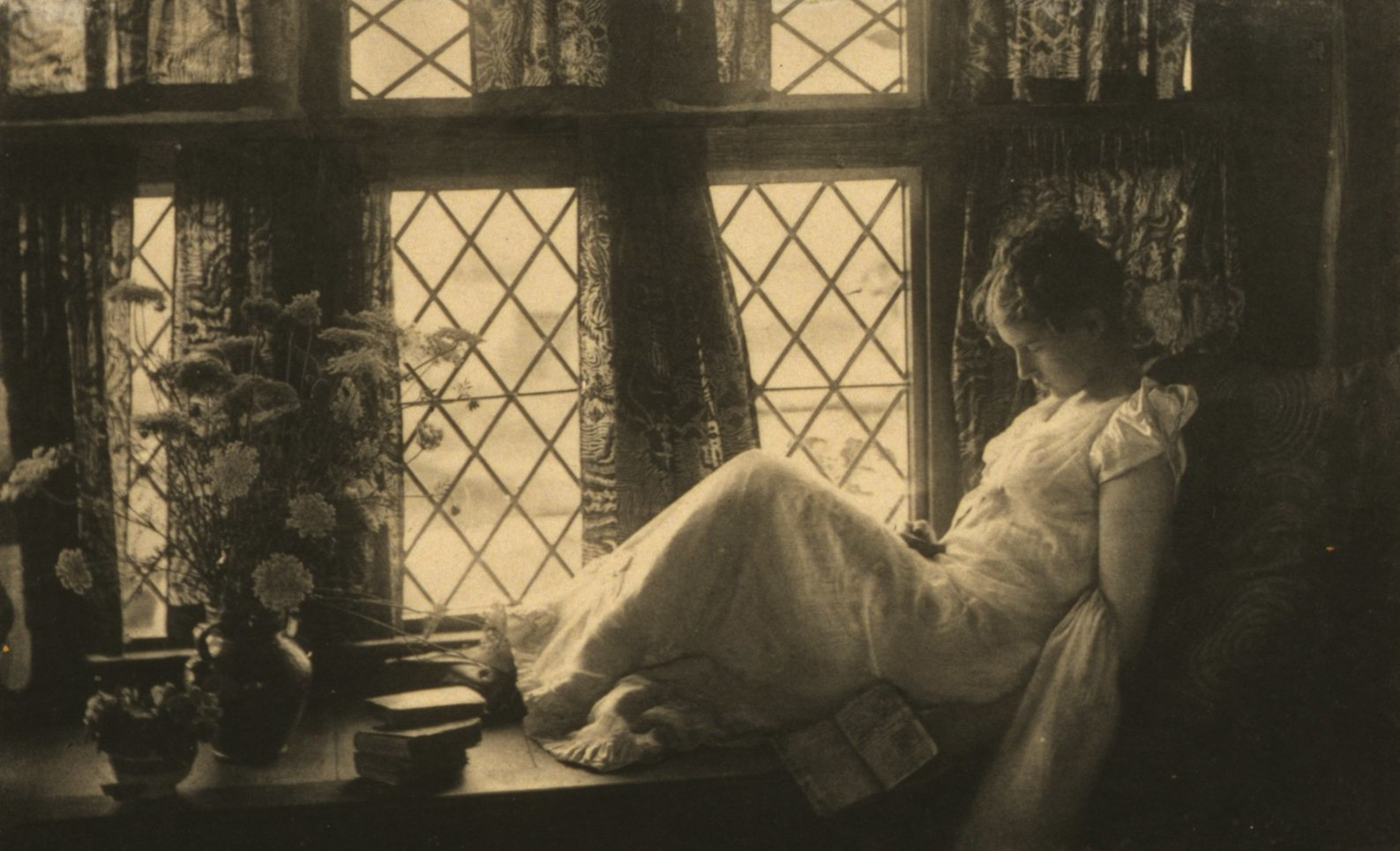
Za soumraku
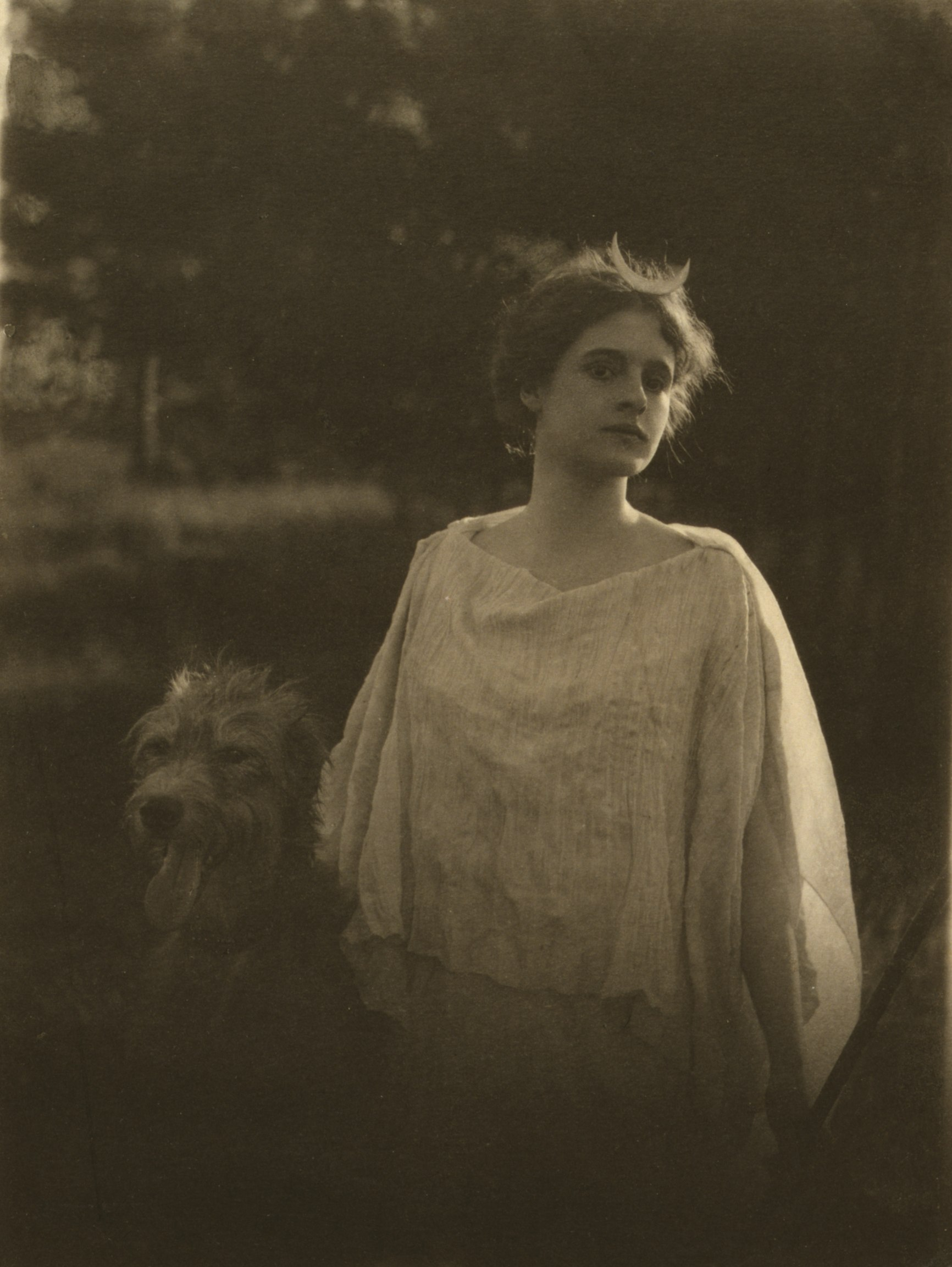
Diana
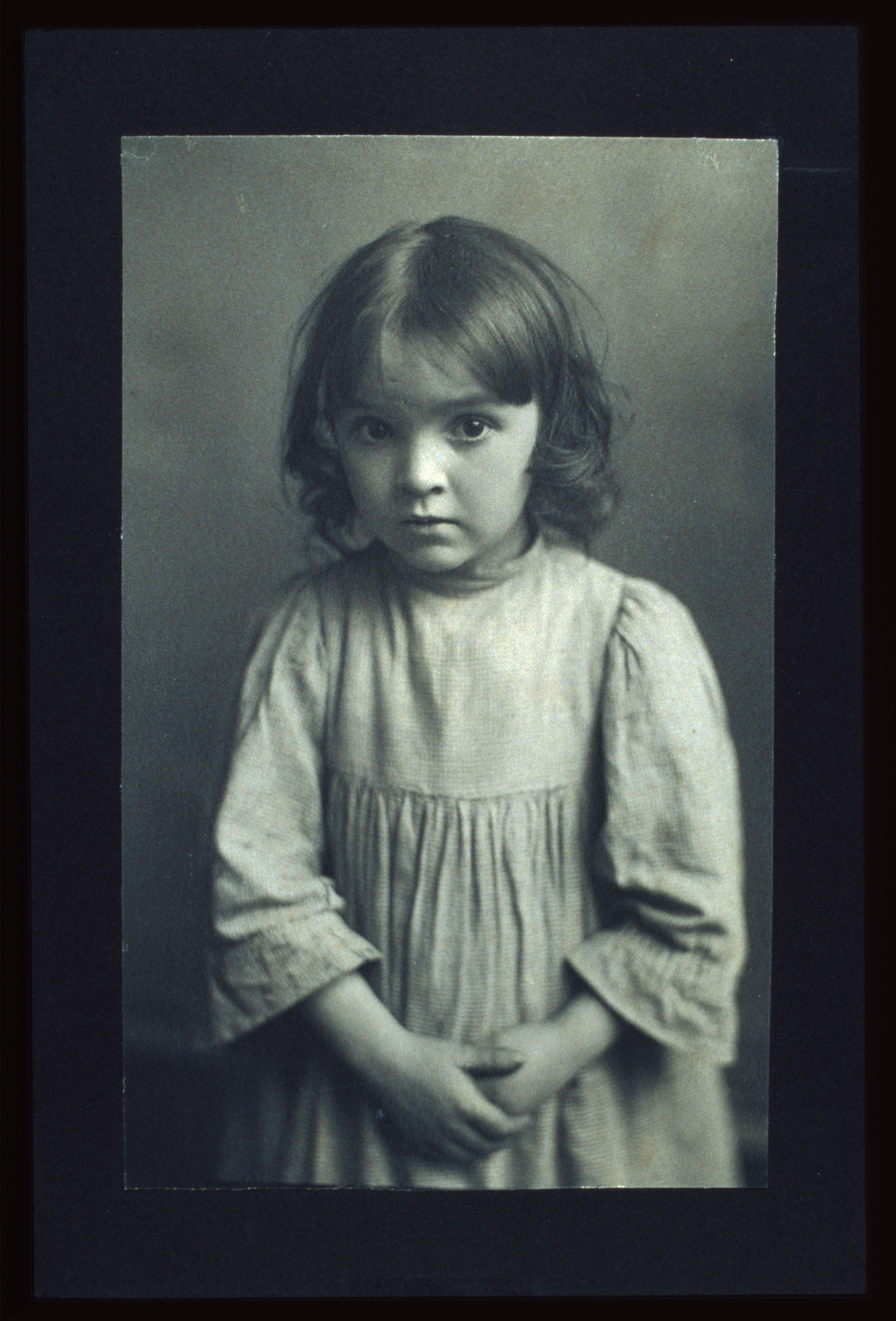
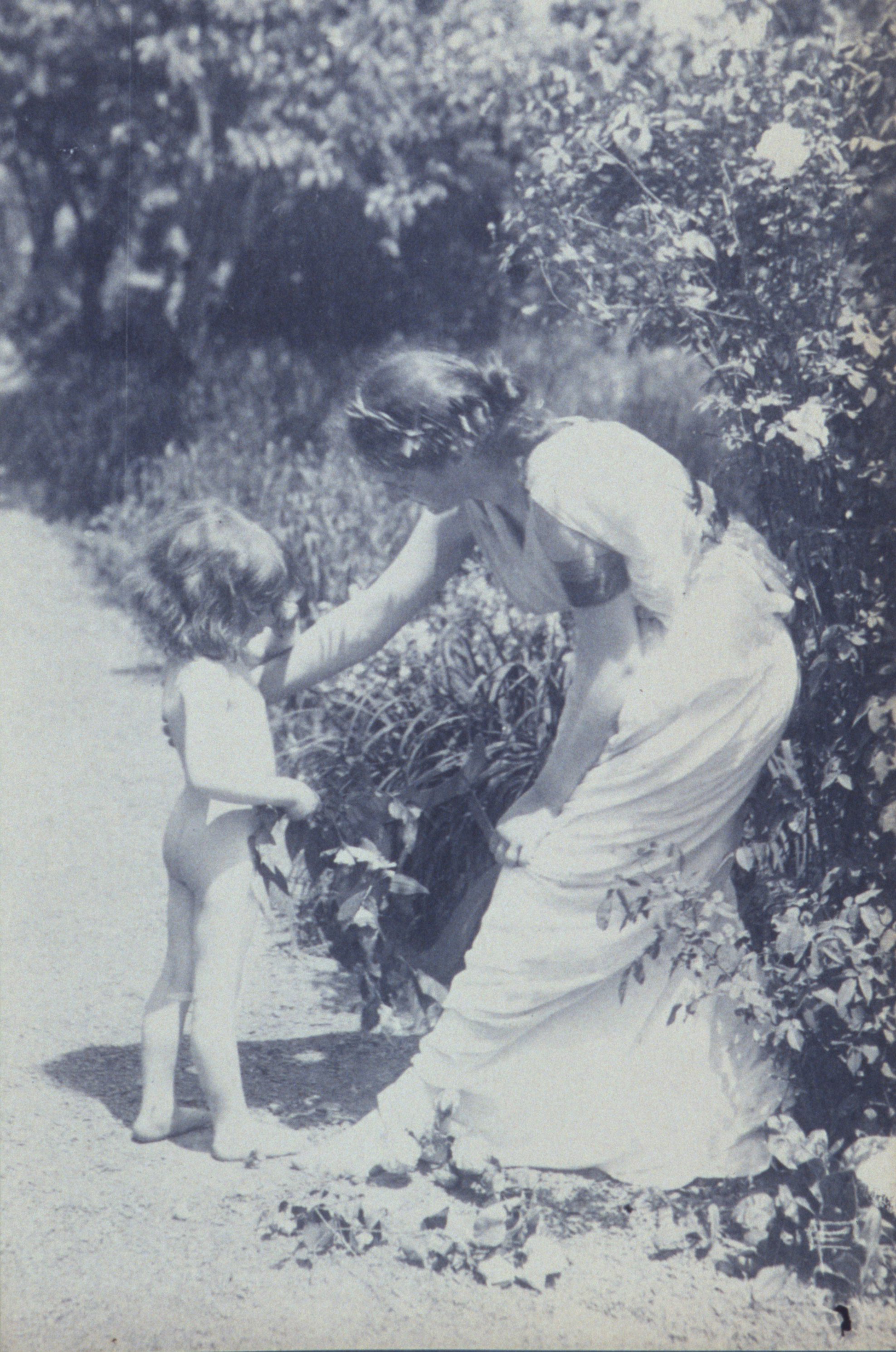
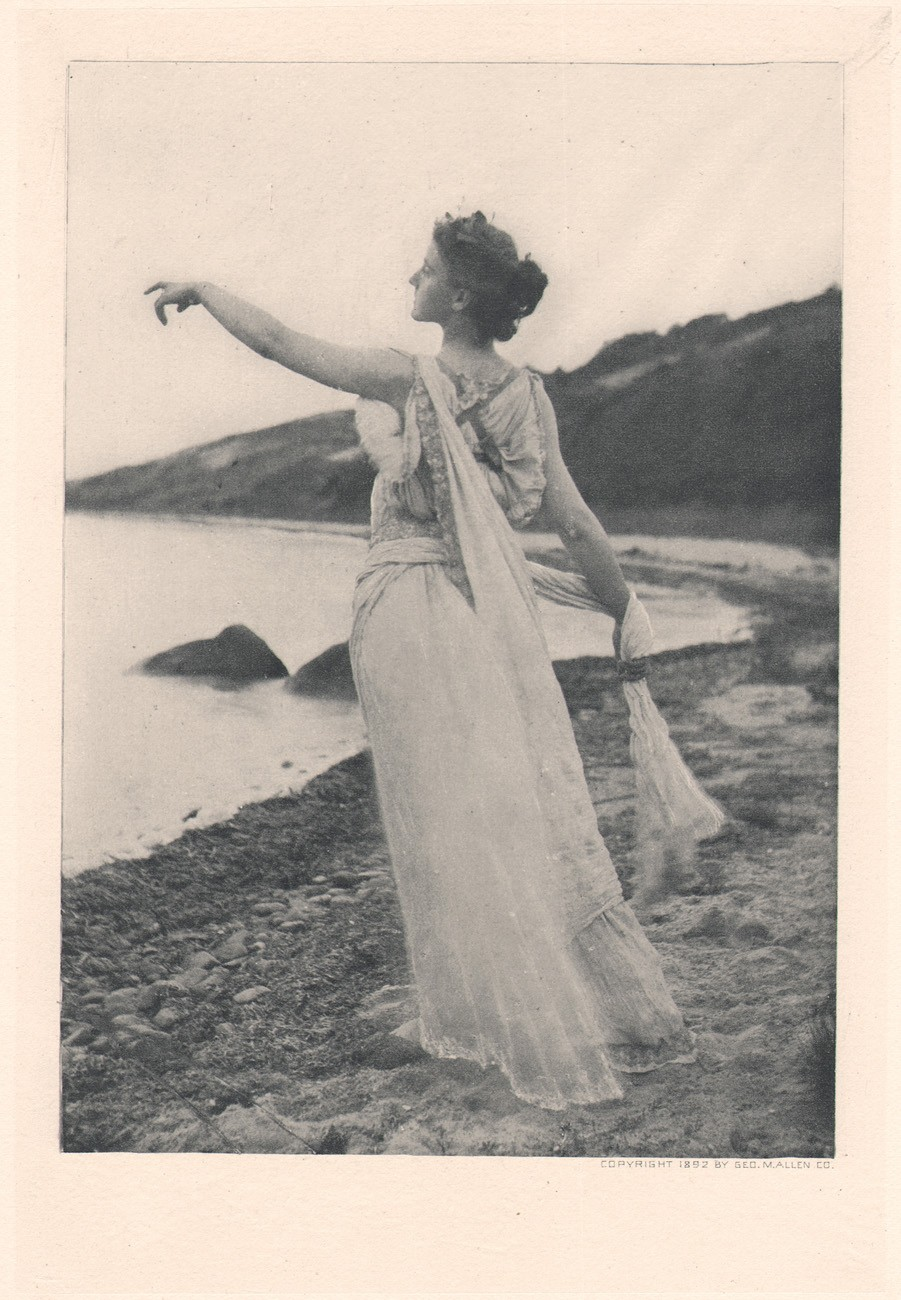
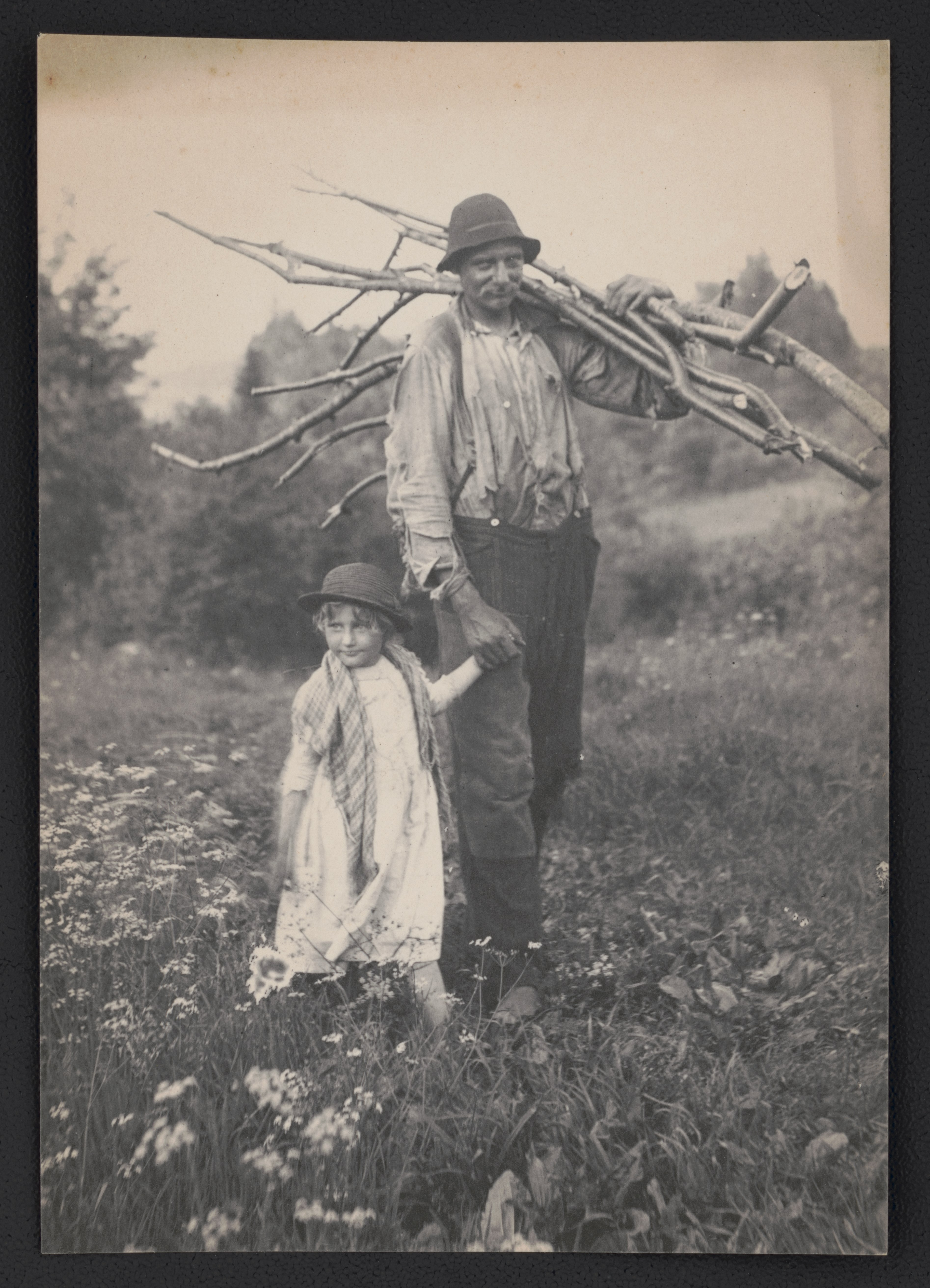
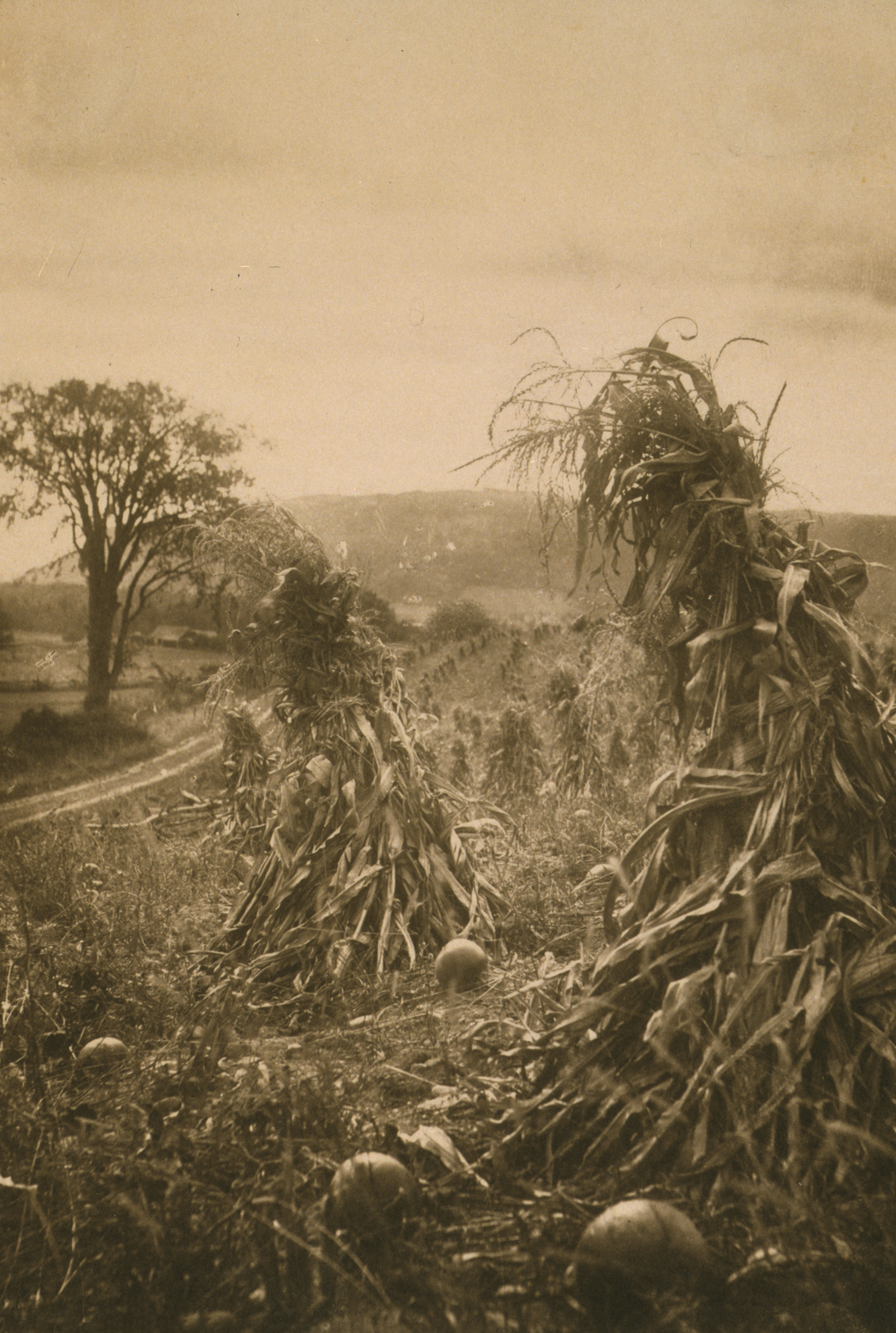
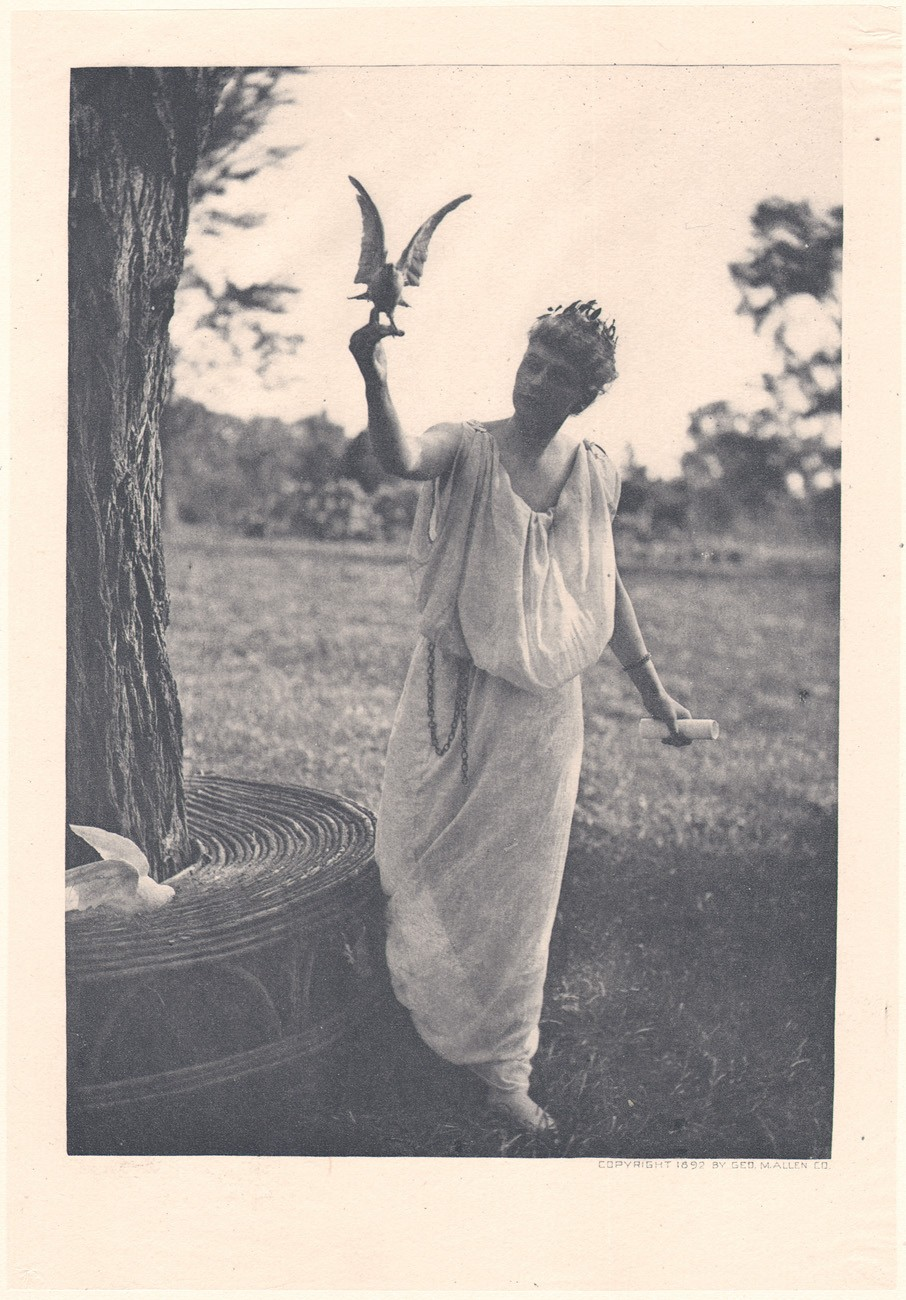
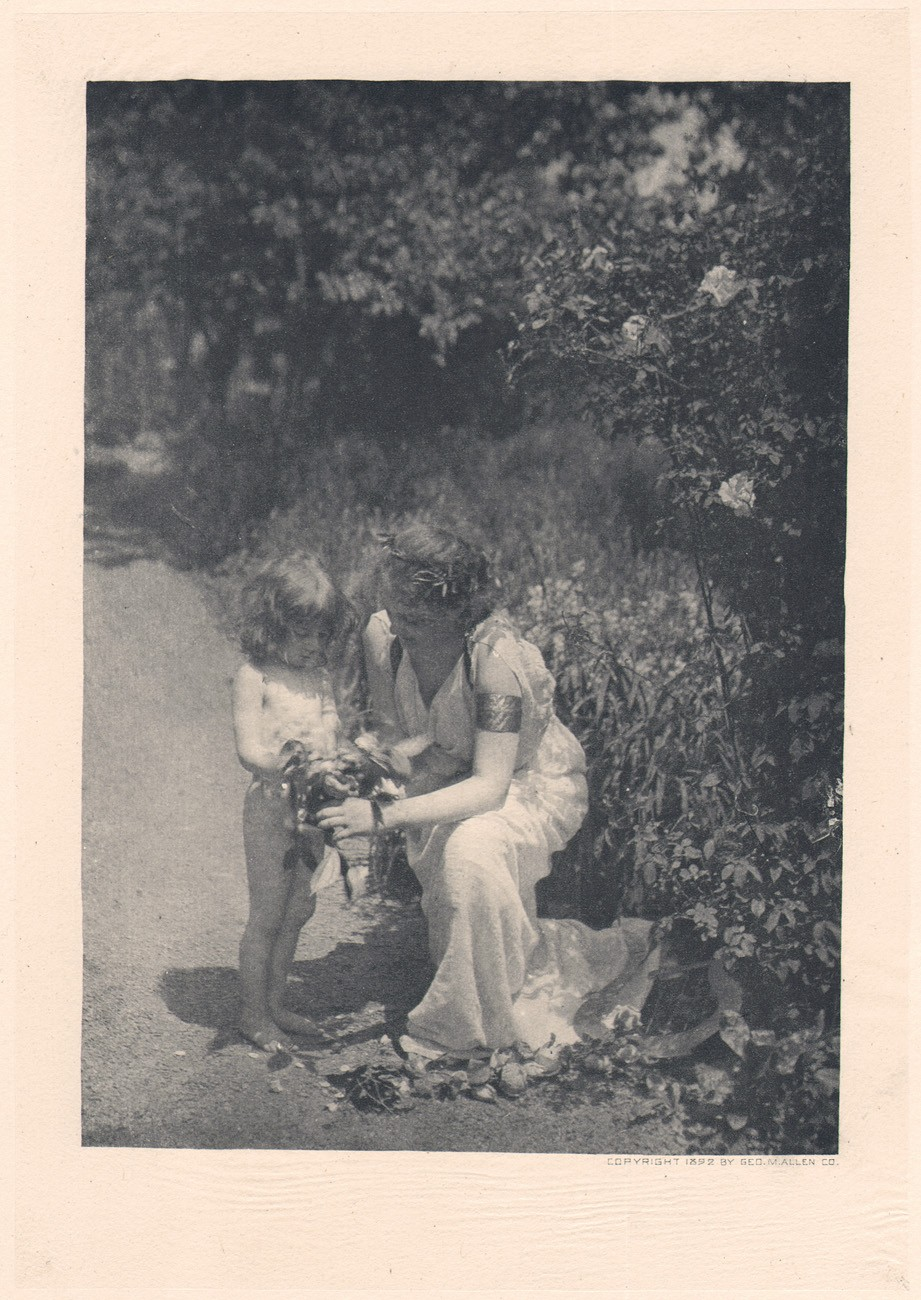
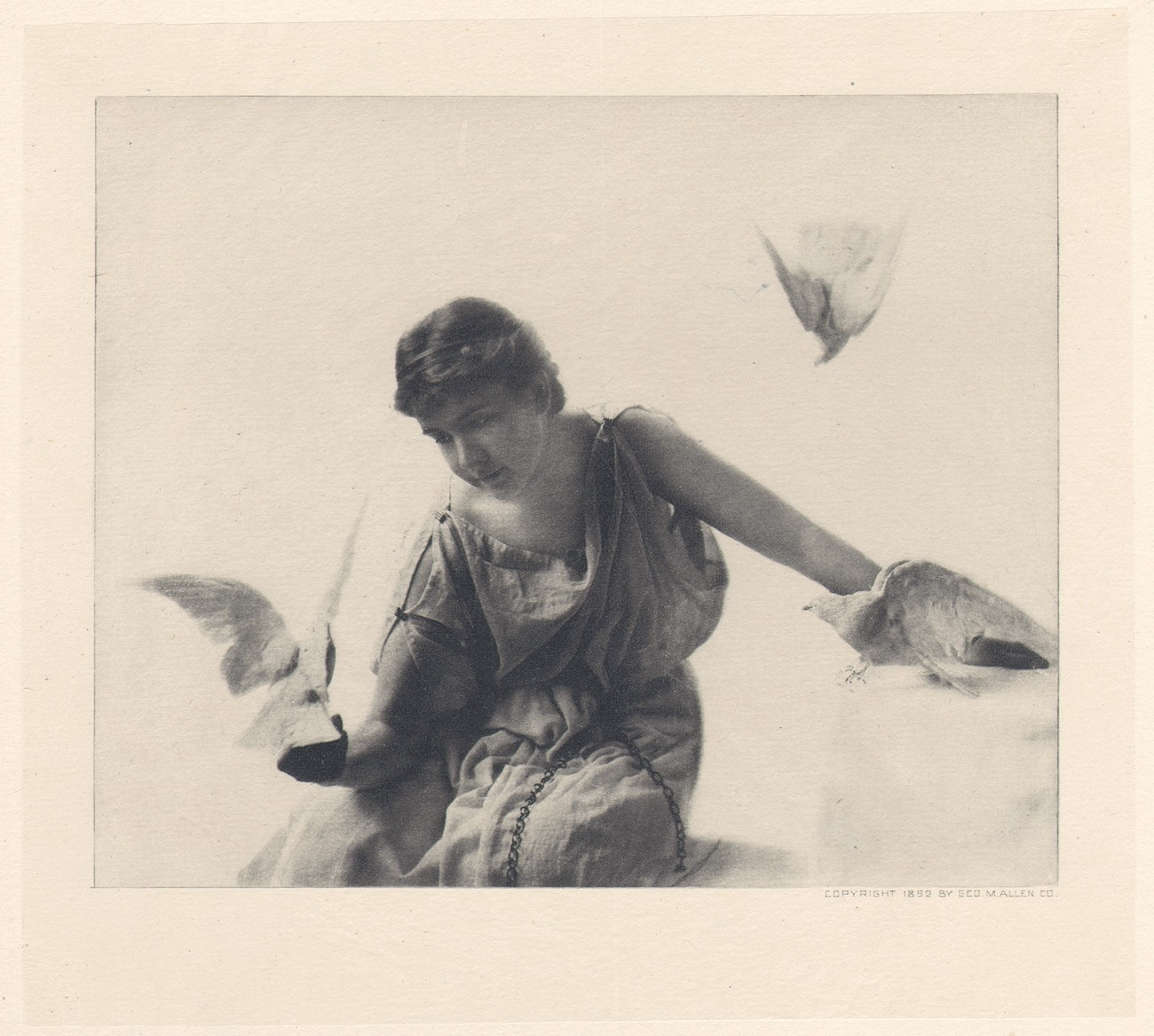
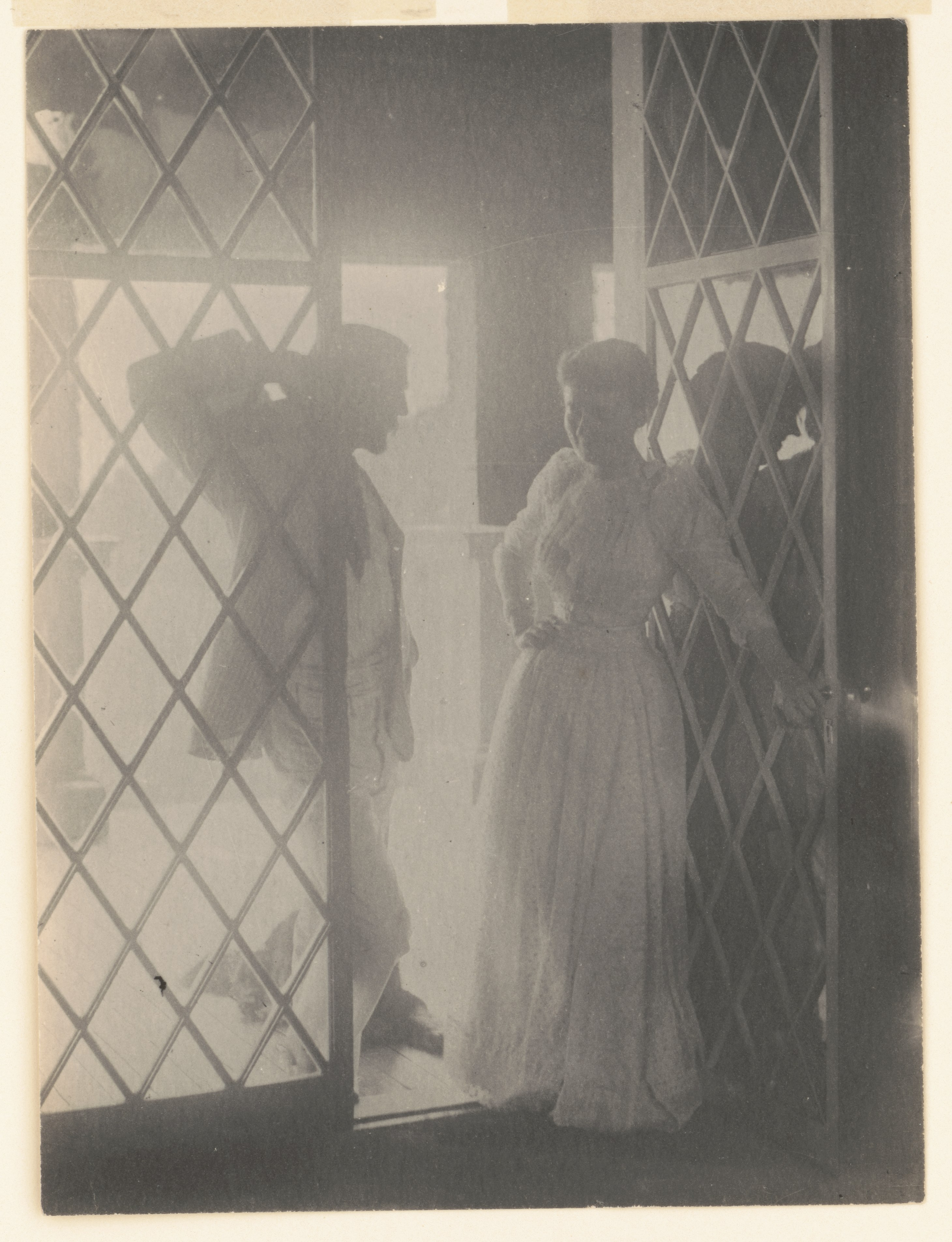
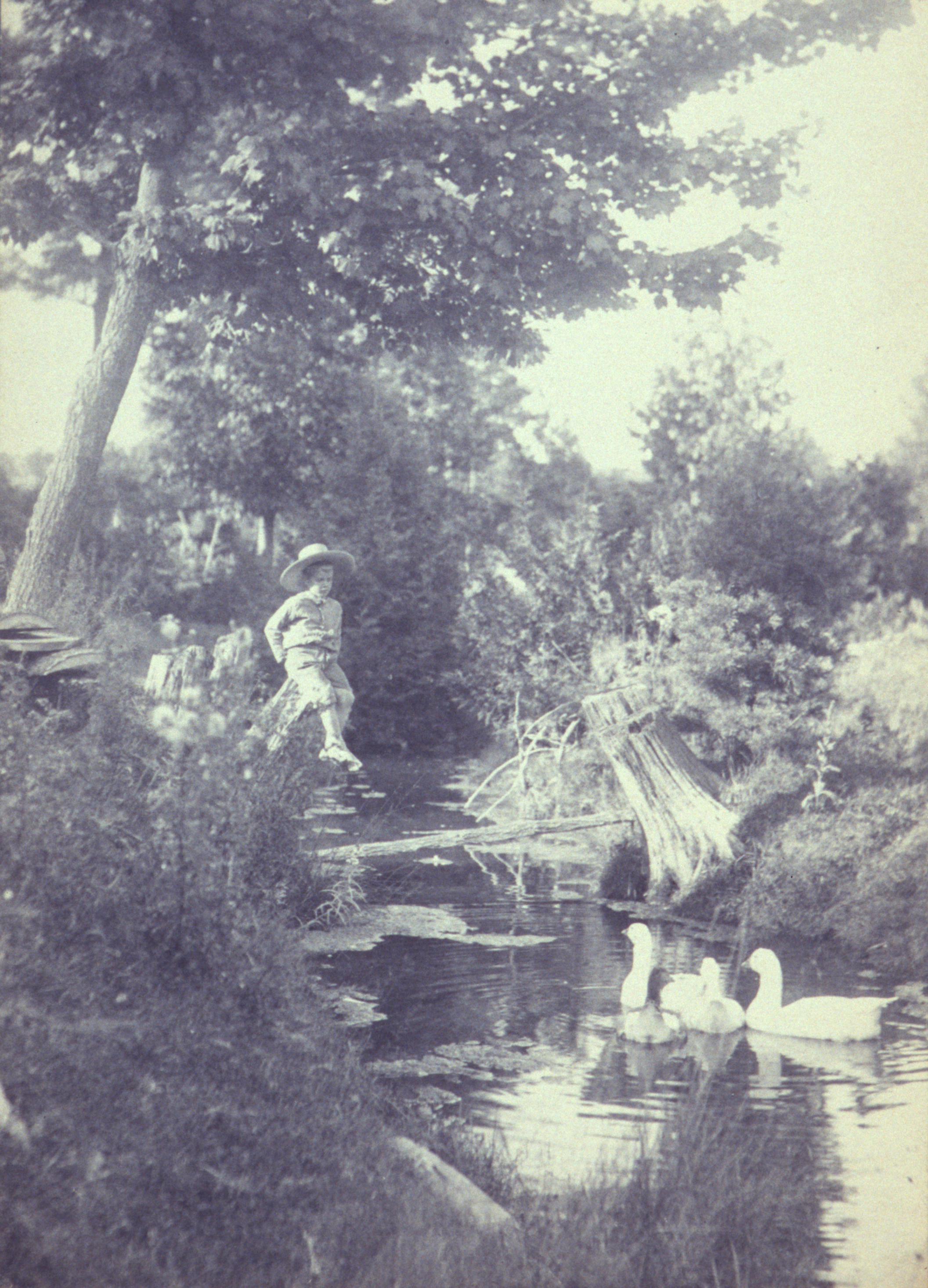